# Valence, Tarn-et-Garonne
Valence là một xã của tỉnh Tarn-et-Garonne, thuộc vùng Occitanie, tây nam nước Pháp.